# Manuel de Mesquita
Manuel de Mesquita (Santa Cruz da Graciosa, 17 de Janeiro de 1879 — Angra do Heroísmo, 22 de Março de 1944) foi um militar do Exército Português, no qual atingiu o posto de tenente-coronel, e político que, entre outras funções político-militares, foi administrador do concelho de Angra do Heroísmo e por duas vezes governador civil do Distrito Autónomo de Angra do Heroísmo (de 26 de Dezembro de 1923 a 29 de Junho de 1924; e de 19 de Fevereiro de 1928 e 9 de Junho de 1931). No seu segundo mandato teve que lidar com a Revolta das Ilhas, em Abril de 1931, sendo substituído na sequência das acusações de não ter agido da melhor forma durante aquele movimento.

## Biografia
Também exerceu como presidente da Câmara Municipal de Angra do Heroísmo, tendo sido durante o seu mandato que foi emitido um parecer rejeitando o processo para a formação da Província Autónoma dos Açores, que tinha sido proposta por uma comissão formada pelo Decreto n.º 13.912, de 30 de Junho de 1927. Em 4 de Setembro de 1927, o jornal A Cidade publicou um artigo com o nome Reforma administrativa – a representação da Câmara de Angra, no qual foi transcrita uma carta de Manuel de Mesquita ao Director Geral da Administração Política e Civil, que tinha feito parte de uma comissão para modificar a estrutura administrativa, onde defendeu a manutenção dos três distritos, instaurados em 1835, como ainda adequados para a situação geográfica e económica do arquipélago.
Em 14 de Julho de 1930, o jornal A União noticiou que Manuel de Mesquita, na qualidade de governador civil, e o delegado especial do governo nos Açores tinham organizado uma reunião acerca do desenvolvimento de um novo regime ditatorial, o Estado Novo. Na acta de 26 de Março de 1931 do Junta Geral do Distrito de Angra do Heroísmo surge uma referência sua que o ambiente geral era de contentamento com o governo da ditadura, principalmente entre as mais altas camadas sociais, comentário que demonstra a situação em que se encontrava a Ilha Terceira nas vésperas da Revolta de Abril de 1931. É novamente referido na acta de 23 de Abril de 1931, onde propôs que fosse considerado como um feriado o dia das comemorações do fim da revolta na ilha. Em Agosto de 1931 foi dos oficiais chamados a Lisboa para serem questionados pela sua participação na tentativa de golpe, sendo então major de infantaria, tendo o seu processo sido depois arquivado.